# Juan Bautista Ravanals

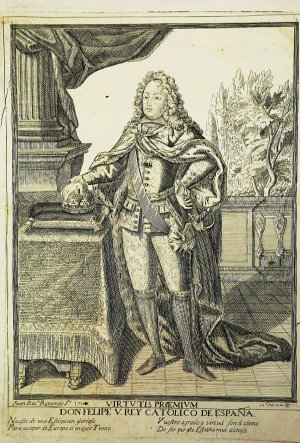
Felipe V, 1701.

Juan Bautista Ravanals (Valencia, 1678-c. 1746) fue un grabador calcográfico valenciano. 

## Biografía y obra
Discípulo de Evaristo Muñoz Estarlich, fue autor de estampas sueltas e ilustraciones de libros, según Ceán Bermúdez grabadas con «más igualdad de líneas que corrección de dibujo». Entre las estampas abiertas por Ravanals Ceán destacó un retrato ecuestre de Felipe V y su árbol genealógico hasta enlazar con los  Reyes Católicos, que decía fechado en 1703, el retrato del padre Gregorio Ridaura, firmado en 1705, una estampa de San Rodrigo por encargo de Rodrigo Caballero, corregidor de Valencia, un segundo retrato del rey Felipe V, las ilustraciones de la primera edición del Compendio de Matemáticas del padre Tosca (1707), la portada del Centro de fe ortodoxa (1723), de fray Francisco de Arnaz, con una representación de la aparición de la Virgen del Pilar a Santiago el Mayor y sus discípulos, según dibujo de Francisco del Plano, la portada del primer tomo del tratado de teología de Vicente Calatayud Div. Thomas cum patribus ex profetis locutus, sive dissertationes theologicae (1743), con santo Tomás de Aquino y otros santos y el retrato del obispo de Valencia don Andrés Mayoral (1744) para el segundo tomo de esta misma obra, sobre dibujo de Salvador Romaguera.
Un primer retrato de Felipe V, en pie y fechado en 1701, del que solo se conoce un ejemplar, se dio a conocer en 2011. Se conocen también estampas sueltas de devoción, como las dedicadas a la Virgen de la Paciencia (1705) y la de la Virgen de Vallivana, venerada en Morella, labrada por dibujo de Juan Conchillos (1707).
En Madrid, donde se estableció temporalmente, firmó en 1708 el citado retrato ecuestre de Felipe V, estampa suelta que acompañó a la impresión del sermón de fray Antonio Cabrera, Glorias de el señor D. Felipe Quinto, rey de las Españas y emperador del nuevo mundo, y en 1711 las estampas de la Vida y virtudes del V. P. Maestro fray Luis de Granada de Luis Muñoz sobre dibujos de Miguel Jacinto Meléndez, incluidos los retratos de fray Luis de Granada en su estudio y los de Felipe V, María Luisa de Saboya y Luis I reunidos en estampa alegórica. Todavía en Madrid, en 1712, se encargó de grabar por trazas de Teodoro Ardemans el túmulo alzado en la  iglesia de San Jerónimo el Real en las exequias por Luis de Borbón y María Adelaida de Saboya, delfines de Francia, para la obra de José Cañizares, Pompa funeral y reales exequias...
Un retrato de Vicente Ferrer sobre una pintura de Juan de Juanes, con la inscripción «Vera Effigies S. Vincentii Ferreeii», firmó de retorno en Valencia en 1713. Proporcionó también, entre otras obras, algunas de las estampas de la relación festiva Fiestas centenarias, con que la insigne, noble, leal, y coronada ciudad de Valencia celebró en el día 9 de octubre de 1738, la quinta centuria de su christiana conquista de José Vicente Ortí, impresa por Antonio Bordazar en 1740.
En su taller se formó en el grabado Hipólito Rovira.